# Villadia pringlei
Villadia pringlei es una especie de plantas de la familia de las crasuláceas, comúnmente llamadas, siemprevivas, conchitas o flor de piedra (Crassulaceae), dentro del orden Saxifragales en lo que comúnmente llamamos plantas dicotiledóneas, aunque hoy en día se agrupan dentro de Magnoliopsida. El nombre del género fue dado en honor al Dr. Manuel Villada (1841 – 1924), quien fuera médico, botánico y editor de la revistas “La Naturaleza”, la especie V. pringlei, hace referencia a Cyrus Guernsey Pringle, botánico estadounidense del siglo XIX, colector y cultivador de plantas.

## Clasificación y descripción
Planta de la familia Crassulaceae. Raíces carnosas, con numerosas ramas; tallos de 5-15 cm de alto, hojas lineares, de 1-1.5 cm de largo. Inflorescencia en espiga o panícula compacta, hasta de 10 cm de largo, que muere casi hasta la base después de florecer, sépalos hasta 5 mm de largo, corola de 6 mm de largo, blanca; ovario corto, estilo largo y algo recurvado. Cromosomas n= 16.

## Distribución
Endémica de México, se distribuye principalmente en Chihuahua, se ha reportado en Durango y Sonora. Localidad tipo: Chihuahua: Sierra Madre, Cusihuiriáchic.

## Hábitat
Se le reporta en bosques.

## Estado de conservación
No se encuentra catalogada bajo algún estatus o categoría de conservación, ya sea nacional o internacional.